# Sidste skoledag
Sidste skoledag er en traditionel festdag på mange folkeskoler på den sidste "normale" skoledag for elever i 9. og 10. klasse, før de går på læseferie forud for eksamen. Også nogle efterskoler og gymnasier fejrer sidste skoledag.
Trods navnet er der ikke tale om en skoledag i traditionel forstand hverken for 9. og 10. klasserne eller for de øvrige elever og lærere. I stedet er det en festdag med forskellige aktiviteter, hvor man fejrer de elever, der snart skal forlade skolen. Dagens forløb varierer fra skole til skole, men ting som fælles morgenmad, udklædning, karameluddeling og underholdning er udbredte traditioner.
Nogle skoler har også sprøjten med vand og skum som mere eller mindre officiel tradition. Da det imidlertid kan være særdeles ubehageligt for ofre, der ikke er indforståede, er det dog forbudt en del andre steder.

## Traditioner
- Blå bog: Ofte skrives der blå bog om klassernes elever, og evt. lærer. Blå bog skrives oftest af elever.
- Karameluddeling: Eleverne i en klasse køber ofte karameller, som de så kaster ud til andre elever for underholdningens skyld.
- Morgenmad: Eleverne eller lærerne arrangerer tit et morgenmadsarrangement som en måde at starte den sidste dag på[1].
- Udklædning: Både elever og lærere kan være udklædte for at markere den sidste skoledag.
- Underholdning: Der er mange former for underholdning på den sidste dag i folkeskolen, men underholdning som fodbold i skum, parodier på klassens lærere, vandsprøjtning på mindre klasser, quizzer om eleverne/lærerne i klassen, karaoke m.m. er mange steder til alles begejstring.